# Helmut Strobl (Musiker)

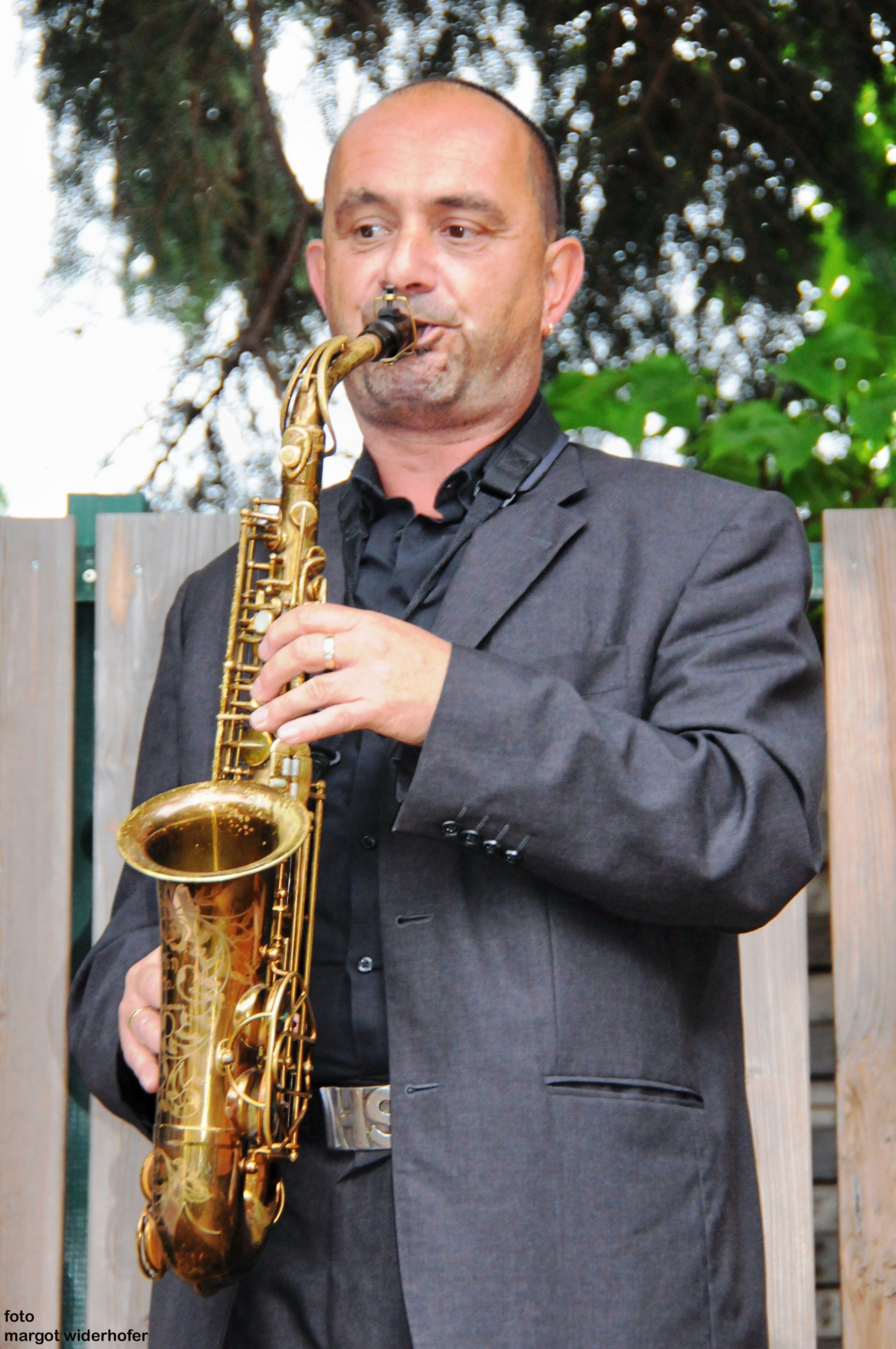
Helmut Strobl (2012)

Helmut Strobl (* 20. April 1960 in Wien) ist ein österreichischer Jazzmusiker (Saxophon, Klarinette, Querflöte, Komposition), Arrangeur und Kapellmeister.

## Leben und Wirken
Helmut Strobl studierte von 1980 bis 1985 Saxophon und Jazztheorie/Arrangement bei Karl Kowarik und Heinz Czadek am Konservatorium der Stadt Wien. Seine Instrumente sind Alt- und Baritonsaxophon, Bassklarinette, Flöte sowie Klarinette, Sopran- und Tenorsaxophon. Ab 1985 erlangte er einige Bekanntheit als Saxophonist in diversen BigBands in und um Wien: z. B. Nouvelle Cuisine, Teddy Ehrenreich-BigBand, Richard Oesterreicher, Vienna Big Band Machine, Stanton-Jazz-Orchestra, Austrian Jazz Orchestra, Big-Band-Süd.
Gemeinsam mit Christoph Cech, Christian Mühlbacher und Elfi Aichinger war Strobl Mitglied der Formation Ames (1987–89). Von 1985 bis 2004 gehörte er als Solist zum Sextett CrissCross der Wiener Komponistin und Pianistin Adriane Muttenthaler, mit der vier Alben entstanden. Zwischen 1998 und 2002 bildete er mit Albert Kreuzer und Richard Filz das Trio Albert Kreuzer & Rubberfinger, das drei Alben vorlegte. Seit 2011 ist er musikalischer Leiter der Werks-Jazzband der Berndorf AG; seit 2023 ist er Mitglied der Swinging Leaders.
Strobl wirkt aber nicht nur als Jazzmusiker, sondern war auch 23 Jahre lang als Leiter eines Blasorchesters tätig (von 2001 bis 2013 in Forchtenstein im Burgenland). In diese Zeit fallen zahlreiche Kompositionen für Blasorchester (z. B. Festliche Intrada - Pflichtstück Stufe A des Niederösterreichischen Blasmusikverbandes im Jahre 2000; Verlag Traunmusik).
Von 2002 bis 2013 war Strobl zudem musikalischer Leiter der Sommerspiele Parndorf im Burgenland. Seit 1998 verfasste er weiterhin als Arrangeur zahlreiche Bearbeitungen für kleine Ensembles (hauptsächlich Saxophon-Quintett).
Strobl war zudem von 1982 bis 2023 als Musikschullehrer tätig.

## Diskografie (Auswahl)
- Nouvelle Cuisine Flambee 1988, Extraplatte, LP
- Nouvelle Cuisine Elephant Terraine 1989, LP
- Obsession TicTacToe 1992, CD
- CrissCross Asphalt & Neon 1993, Gramola, CD (mit Thomas Kugi, Christian Maurer, Adriane Muttenthaler, Heinrich Werkl, Walter Grassmann)
- Nouvelle Cuisine Phrygian Flight 1994, CD
- CrissCross Visions & Realities Extraplatte, 1997, CD (mit Thomas Kugi, Michael Erian, Adriane Muttenthaler, Heinrich Werkl, Patrice Héral)
- Rubberfinger Calling the Spirit 1998, CD
- CrissCross Kaleidoscope 1999, Extraplatte, CD
- Rubberfinger 2Hip2Hop, CD
- CrissCRoss Places&Faces, 2001, Sounddesign Austria, CD (mit Stefan Ollerer, Michael Erian, Adriane Muttenthaler, Heinrich Werkl, Emil Krištof, Gert Schubert, Michael Radanovics, Franz Beyer, Melissa Coleman)
- Rubberfinger Mirabehn, 2002, CD
- Jazz-Zwio Zinkl/Strobl – Rawalpindi und Anderes 2019
- Belle Affaire: Nuit d‘Ete (mit Paula Duschek, Julian Eggenhofer, Julian Wohlmuth, Werner Dorfmeister sowie Thomas Zahel, Clemens Sainitzer)[5]